# Egy komisz kislány naplója
Az Egy komisz kislány naplója 2017-ben indult magyar televíziós tanmese jellegű rajzfilmsorozat, amelynek forgatókönyvírója és rendezője Gyulai Líviusz. A zeneszerzője Gergely Ákos, producerei Kárnyáczki Márta és Mezei Borbála. 
Az animációs tévéfilmsorozat a Magyar Rajzfilm Kft. forgalmazásában jelent meg. 2017. július 1-jén az M2 tűzte műsorára.

## Ismertető
A történet egy kislányról szól, aki nagyon komisz, és sokféle rosszaságot csinál.

## Epizódok
1. Hurrá nyaralok!
2. Mr. Barnum cirkusza
3. Még látta Washingtont
4. Elrabolják
5. Az óriás
6. Otthon, édes otthon
7. Hüvelyk Matyi
8. Karácsony Bőrharisnyával
9. Jamina nénivel
10. A szerelem sötét verem
11. Nyaral a család
12. Házi szellemek
13. Viva, Mexico!